# Morbacher Sägmühle
Die Morbacher Sägmühle ist eine abgegangene Wassermühle bei Morbach, einem Ortsteil der Gemeinde Großerlach im baden-württembergischen Rems-Murr-Kreis. Die Mühle wurde im 19. Jahrhundert abgebrochen.

## Lage
Die kleine Sägemühle stand in Luftlinie etwa auf halbem Weg zwischen Morbach und Marbächle im Tal des Morbachs etwa 100 Meter oberhalb der Einmündung des Baierbächles. 

## Geschichte
Es ist unklar, wann die Sägemühle errichtet wurde. Zur Zeit der Württembergischen Landesvermessung (um 1830) war die Mühle bereits vorhanden. Die Mühle war eine typische Bauernmühle, die sich in der Hand von Landwirten aus den umliegenden Ortschaften befand. Diese hatten die Mühle gemeinsam errichtet und verwalteten die Anlage. Jeder Landwirt durfte die Säge entsprechend seinem Anteil benutzen. Um 1830 waren dies Gottlieb Wurst, Georg Lang, Johann Weber, und Karl Weber. Jeder hatte einen Anteil von 1/4. Die Anlage, die nur über ein Wasserrad verfügte, wurde noch im 19. Jahrhundert abgebrochen. Grund für die Aufgabe könnten die geringe Leistung der Säge und die ungünstige Verkehrsanbindung gewesen sein. Der Standort des Bauwerks ist noch als kleine ebene Fläche im Gelände zu erkennen.